# Шалинське сільське поселення (Моркинський район)
Ша́линське сільське поселення (рос. Шалинское сельское поселение) — муніципальне утворення у складі Моркинського району Марій Ел, Росія. Адміністративний центр — присілок Великі Шалі.

## Історія
Станом на 2002 рік існували Шалинська сільська рада (присілки Аз'ял, Великий Кулеял, Великі Шалі, Єгоркино, Єлейкино, Купсола, Кучукенер, Малий Кулеял, Олик'ял, Шиншедур) та Яраморська сільська рада (село Мушерань, присілки Велика Мушерань, Великий Ярамор, Вонжедур, Ізі-Шурга, Кортасенер, Кумуж'ял, Лапкасола, Мізінер, Осипсола, Памашсола, Пінжедур, Тойметсола, починок Ярамор), присілки Кугу-Шурга та Упамаш перебували у складі Коркатовської сільської ради.

## Населення
Населення — 2114 осіб (2019, 2578 у 2010, 3016 у 2002).

## Склад
До складу поселення входять такі населені пункти:
| Населений пункт           | Населення, осіб (2002) | Населення, осіб (2010) |
| ------------------------- | ---------------------- | ---------------------- |
| Аз'ял, присілок           | 249                    | 227                    |
| Велика Мушерань, присілок | 177                    | 139                    |
| Великий Кулеял, присілок  | 118                    | 96                     |
| Великий Ярамор, присілок  | 97                     | 73                     |
| Великі Шалі, присілок     | 551                    | 546                    |
| Вонжедур, присілок        | 130                    | 114                    |
| Єгоркино, присілок        | 87                     | 75                     |
| Єлейкино, присілок        | 29                     | 28                     |
| Ізі-Шурга, присілок       | 245                    | 256                    |
| Кортасенер, присілок      | 131                    | 74                     |
| Кугу-Шурга, присілок      | 63                     | 42                     |
| Кумуж'ял, присілок        | 80                     | 66                     |
| Купсола, присілок         | 181                    | 149                    |
| Кучукенер, присілок       | 65                     | 73                     |
| Лапкасола, присілок       | 1                      | 0                      |
| Малий Кулеял, присілок    | 112                    | 72                     |
| Мізінер, присілок         | 107                    | 88                     |
| Мушерань, село            | 64                     | 41                     |
| Олик'ял, присілок         | 91                     | 67                     |
| Осипсола, присілок        | 207                    | 177                    |
| Памашсола, присілок       | 20                     | 14                     |
| Пінжедур, присілок        | 31                     | 20                     |
| Тойметсола, присілок      | 98                     | 87                     |
| Упамаш, присілок          | 10                     | 5                      |
| Шиншедур, присілок        | 42                     | 26                     |
| Ярамор, починок           | 30                     | 23                     |